# Georges Meyer (peintre)
Pour les articles homonymes, voir Georges Meyer et Meyer.
Georges Meyer (1859-1913) est un peintre français. Élève de Jean-Léon Gérôme, il expose régulièrement au Salon des artistes français. Il fait partie des artistes peintres qui ont exercé leur talent à Montmartre.

## Biographie

### Une enfance bercée par la peinture
Georges Meyer naît le 29 octobre 1859 à Sèvres, en région parisienne. Il est le cinquième enfant d'une fratrie de dix, parmi lesquels Emile Meyer qui deviendra peintre également. Dès sa naissance, Georges Meyer baigne dans un milieu artistique très affirmé, auprès de son père Alfred Meyer, artiste peintre réputé, émailleur à la Manufacture de Sèvres, mais également auprès de ses oncles Émile Meyer, lithographe, et Jacques Meyer, dit Henri Meyer, illustrateur de renom. Son grand-père, Bernard Meyer, est dessinateur sur étoffes à Mulhouse, et son grand-oncle Emmanuel Meyer, dessinateur également, est l’inventeur d'un procédé de gravure sur rouleau à l'eau-forte.
La jeunesse de Georges Meyer se déroule dans sa ville natale, à Sèvres, au 76 Grande Rue. À l'âge de onze ans, alors qu'éclate la guerre franco-allemande de 1870 suivie de la Commune en 1871, Georges Meyer connaît une situation tumultueuse. Sa famille quitte Sèvres pour l’appartement du 80 rue de Belleville à Paris, voisin de celui du grand-oncle Emmanuel Meyer. Au sortir de cette période troublée, en 1872, Georges Meyer et sa famille s'installent au 44 rue de Dunkerque, puis dès 1874, en face dans la même rue, au numéro 57, au pied de la Butte Montmartre.

### Une abondante production artistique
Encouragé par sa famille, Georges étudie la peinture auprès du peintre Jean-Léon Gérôme, tout comme son cousin, Emmanuel Samson (1860-1926).
Tandis qu'en 1881, ses parents quittent la capitale pour Nogent-sur-Marne, Georges Meyer prépare dans l'atelier de la rue de Dunkerque sa première grande exposition au Salon des artistes français, qui se tient au Grand Palais. En 1882, il expose son tableau Loge de Mlle Raphaëlle Sisos, de l'Odéon : rôle de Rosine dans le Barbier de Séville.
Les années suivantes, il peint de nombreuses toiles qu’il expose au Salon des artistes français : en 1883 : Tanneries au bord de la Bièvre ; en 1884 : Portrait de M. Chelles, de l'Odéon ; en 1886 : Nessus et Déjanire ; Portrait de M. Brémont ; Portrait de Mme. (pastel) ; en 1887 : Chez mon frère - Intérieur d'Atelier ; Portrait de Melle M. (pastel) ; en 1888 : Portrait de M. Chabert (pastel) ; en 1889 : Les teintureries à Chartres ; Portrait de Melle A.J., en 1890 : Échappée de Terre-Neuve. En 1890, il peint également Nature morte de fleurs.
Hormis l'année 1884 où il s'installe brièvement au 19 rue Chaptal, Georges demeure jusqu'en 1890 au 57 rue de Dunkerque. Puis, il réside successivement à plusieurs adresses en Île-de-France, où il réalise différentes toiles qu’il expose toujours au Salon des artistes français, sur les Champs-Élysées. Il peint ainsi en 1891, au 5 rue Boccador, à Paris 5e : Portrait de miss C.R. ; en 1893, rue des Hautes-Marnes, à Nogent sur Marne : Bouquetière ; Portrait de M. Alexandrowich Lein ; en 1894, au 9 rue Hégésippe-Moreau, à Paris 18e : Pêcheurs ; Portrait de M.de la B. ; Portrait de Mlle D. (pastel).
En 1895, le jeune Georges Meyer reçoit au Salon des Champs-Elysées à Paris, à titre de récompense, la Mention Honorable, avec son tableau Le soir en Marne. A cette époque, il rend régulièrement visite à sa famille installée à Nogent-sur-Marne, ainsi qu'à  celle de son oncle Louis-Oscar, au Perreux-sur-Marne : les bords de Marne ne sont pas loin, et inspirent le jeune peintre. En 1896, il quitte la capitale et s’installe à Villiers-sur-Morin. Il peint Lanceur à l'épervier, sur le Morin, une scène de plein air, pleine de charme.

### Les années de la maturité
Le 27 décembre 1896, sont publiées à Rennes les promesses de mariage entre « Georges Meyer, artiste peintre à Paris, 11e arrondissement, et Hélène Marie Sophie Toussaint ». Celle-ci, de dix ans sa cadette, est née à Rennes le 1er mai 1870. Leur mariage civil est célébré le 11 janvier 1897 en la mairie de Rennes. Georges Meyer et sa femme Hélène s’installent alors au 17 Quai Bourbon, à Paris 4e. Georges expose alors au Salon des Artistes Français sa toile Rentrée au gîte.
Dans le courant de l'année 1898, le jeune couple déménage, et s'installe au 37 rue Mathurin Régnier, à Paris 15e. Georges expose au Salon des artistes français dans la Galerie des Machines : Portraits de Mlle S. et M., et Entre deux feux, qu'il présente « hors concours » à l’Exposition de Paris. Puis l'année suivante, il présente cette œuvre au Havre, du 5 août au 8 octobre 1899, sous le haut patronage du maire du Havre. Il vit à cette époque à la fois sur Rennes, et à Paris 15e, au 37 rue Mathurin Régnier. Le mardi 14 janvier 1902, Georges Meyer se marie religieusement avec Hélène en l’Eglise Toussaints de Rennes.
En 1903, le couple s'installe définitivement au 61 rue Caulaincourt, à Paris 18e, à Montmartre. Georges Meyer expose au Grand Palais son tableau : Salon des Reines Mères, ayant servi d'oratoire au pape Pie VII, à Fontainebleau.
En 1904, année où son père Alfred décède à Paris 18e à l'âge de 72 ans, Georges Meyer présente au Salon des artistes français un tableau intitulé : Montmartre, le maquis. Le journal Le Monde artiste écrit à son sujet : « M. Georges Meyer nous présente un Montmartre amusant». En 1905, il peint Portrait de Mlle A.P. (pastel), et Portrait de Mme P.B. 
Georges est nommé en 1906 Officier de l'Instruction publique par le Ministre de l'Instruction publique des beaux-arts et des cultes. En 1909, il peint deux toiles intitulées Portrait de jeune garçon, de même inspiration que le portrait de jeune garçon peint sur la porte de l'Hostellerie des Vieux Plats, en Normandie, à Gonneville. Les années suivantes, il présente successivement au Salon des artistes français : en 1909 : Portrait de femme Empire; en 1911 : Pêcheur d'Étretat, et Femme d'Étretat; en 1912 : Le canal de la Vilaine.
Georges Meyer décède le 5 juin 1913, à son domicile du 61 rue Caulaincourt, à Paris 18e. Il est inhumé au cimetière parisien de Saint-Ouen.

## Principales œuvres
- Jeune femme au chapeau bleu (Dessin-Aquarelle)
- Chez mon frère - Intérieur d'Atelier
- Deux toiles intitulées Portrait de jeune garçon (1909)
- Femme pêchant dans une barque
- Bords de la Marne
- Jeune femme à l'ombrelle
- Le carrousel
- Lanceur à l'épervier
- Nature morte de fleurs (Still life of flowers-1890)
- L'agneau de compagnie (The pet lamb)
- Nourrir les poulets (Feeding chickens)
- Montmartre
- Portrait de Femme Empire
- Pêcheur d'Étretat
- Femme d'Etretat
- Le canal de la Vilaine